# 周植夫
周植夫（1918年12月25日—1995年9月28日），台灣基隆市暖暖區人，祖籍福建同安。本名孫園，字植夫，後以字行，為台灣戰後重要傳統詩人。

## 生平
其父原任清朝硝防營軍職，而後從商。周植夫六歲失怙，由母親扶養成人，八歲入暖暖公學校(今暖暖國民小學)，十四歲隨王子清習漢學，十六歲習北管。成年之後，從事土木營造工作。六十歲之後，以教授傳統詩與中原音韻為職志。
先後參與「大同吟社」、「台北瀛社」、「庸社」。

### 註腳
1. 1 2  中華民國文化部. . memory.culture.tw.   [2024-03-07] （中文（臺灣））.

### 文獻
- 冷芸樺《戰後基隆文學發展》之研究，淡江大學中國文學系碩士在職專班碩士論文，2006年6月。

## 外部連結
- 臺灣瀛社詩學會